# Legé

Localització de Legé

Legé (en bretó Levieg, en gal·ló Legé) és un municipi francès, situat a la regió de país del Loira, al departament de Loira Atlàntic, que històricament ha format part de la Bretanya. L'any 2006 tenia 3.968 habitants. Limita amb els municipis de Corcoué-sur-Logne i Touvois a Loira Atlàntic, Rocheservière, Les Lucs-sur-Boulogne i Saint-Étienne-du-Bois a Vendée.

## Demografia
| 1962                                       | 1968  | 1975  | 1982  | 1990  | 1999  |
| ------------------------------------------ | ----- | ----- | ----- | ----- | ----- |
| 3.454                                      | 3.521 | 3.433 | 3.441 | 3.532 | 3.586 |
| Des de 1962: població sense dobles comptes |       |       |       |       |       |

## Administració
| Període   | Identitat              | Partit |
| --------- | ---------------------- | ------ |
| 1989-2001 | Jean-Claude Grassineau |        |
| 2001-     | Jean-Claude Brisson    |        |